# سيد يدام (الهايي)
سيد يدام (بالفارسية: سیدیدیم) هي قرية وتقع في إيران في قسم الهايي الريفي. يقدر عدد سكانها بـ 151 نسمة بحسب إحصاء 2016. من أماكنها السياحية بحيرة سيد يديم و نهر دز.